# Speckbach (Bühler)
Der Speckbach ist ein wenig über einen Kilometer langer Bach in der Gemeinde Obersontheim im Landkreis Schwäbisch Hall im nordöstlichen Baden-Württemberg, der von rechts und Osten in die mittlere Bühler mündet, nachdem diese den Teilort Untersontheim passiert hat.

## Geographie

### Verlauf
Der Speckbach entsteht in einer kleinen Geländemulde zwischen dem südwestlichen Waldsaum des Hahnenbergs und dem Nordrand des großen Gipsbruches am ehemaligen Heerberg in der Nähe der Klärbecken der heute im Steinbruchgelände betriebenen Müllkompostierungsanlage auf etwa 403 m ü. NHN. Der Bach läuft von Anfang an im Graben des Feldweges Langenweg, der leicht schlängelnd in Richtung Westen zieht, wechselt dabei die Seiten und nimmt teils auch Gräben auf, die dem Langenweg kurz auf der anderen Seite folgen. Weiteren Zulauf hat er auf diesem Abschnitt von einer kurzen, nur im flacheren Auslaufbereich dauerfeuchten Klinge am Speckrain.
Nach rund 0,7 km in seiner zumeist beackerten Flurmulde zwischen der Resthalde des ehemaligen Heerbergs links und dem Speckrain rechts, einem Westausläufer des bewaldeten Hahnenbergs, fließt neben einem Feldweg ein anderer, nur etwa 0,4 km langer Graben zu, entlang der Falllinie des linken Hangs, der an den Gebäuden und dem Lagerplatz am Westende des Gipsbruchs beginnt. Er führt gewöhnlich nur wenig oder gar kein Wasser. Dieser schnurgerade Graben diente früher als Ablauf für das abgepumpte Steinbruchgrubenwasser, als der Abbau noch im großen Stile betrieben und die alte Grube noch nicht größtenteils verfüllt war. Der Steinbruchteich reichte damals noch weiter nach Westen als in neuerer Zeit, in der nun wenigstens zuweilen Wasser aus dem Steinbruchgelände oben zum längeren Ast hin abgeleitet wird. (In der amtlichen Gewässerkarte ist einzig dieser Graben mit einem natürlichen Einzugsgebiet von deutlich unter 0,1 km² als Oberlauf eingetragen.)
Hiernach passiert der Speckbach zwei etwas rechts vom Lauf liegende Fischteiche von zusammen etwas über 0,2 ha wenig rechts in der Talmulde, deren Ablauf er an einer Feldscheune aufnimmt. Dort verlässt er den Wegrand und läuft die letzten knapp 0,2 km, erstmals mit kleinen Richtungswechseln und etwas mehr an Bewuchs, durch die lehmige Auenflur seines Vorfluters. Er mündet wenige Schritte vor der Speckbrücke der K 2916 von Untersontheim nach Vellberg-Merkelbach auf etwa 360 m ü. NHN von rechts in die mittlere Bühler, die sich hier der Zuflussrichtung des Speckbachs entgegengewendet hat und durch den Rückstau des Wehrs an der Beilsteinmühle etwa einen halben Kilometer flussabwärts nur sehr träge dahinfließt.
Der insgesamt etwa 1,2 km lange Speckbach mündet nach einem Lauf mit mittlerem Sohlgefälle von rund 35 ‰ etwa 43 Höhenmeter unter seinem Ursprung.

### Einzugsgebiet
Der Speckbach hat ein Einzugsgebiet von grob etwa 0,6 km² Größe, das naturräumlich gesehen im Unterraum Vellberger Bucht der Hohenloher und Haller Ebene liegt. Es ist eine sich nach Westen hin weit öffnende Talbucht zwischen dem Steinbruch am ehemaligen Heerberg im Süden, von dem nach der fast vollständigen Ausbeutung nur eine recht niedrige, oben ebene und inzwischen beackerte Abraumhalde mit einem angepflanzten Laubwaldgürtel am diesseitigen Hang übriggeblieben ist, und dem bis 462,2 m ü. NHN hohen, völlig bewaldeten Speckrain, dem westlichsten Vorsprung des Bergwaldes Hahnenberg (außerhalb bis 505,9 m ü. NHN).
Ans Einzugsgebiet grenzt
- im Norden hinter dem Speckrain die Talmulde des Hambachs, der weiter abwärts zwischen den Steinbrüchen von Ummenhofen und Eschenau ebenfalls in die Bühler mündet.
- im Osten hinter der niedrigen Geländeschwelle des Schmellenwasens das des Birkelbachs, dessen Abfluss oberhalb von Obersontheim über den Nesselbach in diese gelangt.
- An der Südseite entwässert im Südlauf der deutlich kleinere Bräunlinsbach zum Nesselbach und
- mündungsnah im Südwesten laufen zuletzt ein unbedeutender Bach und Entwässerungsgräben in der Flussaue wiederum direkt zur Bühler.

Der Lauf in seiner natürlichen Mulde hält etwa die Mitte zwischen den Wasserscheiden auf beiden Seiten, läuft aber heute größtenteils als Feldweggraben neben dem Langenweg. Er führt teilweise auch Wasser aus dem Steinbruch ab, in dem heute eine Müllkompostieranlage mit einigen kleinen Klärteichen in Betrieb ist. (Je nach der Richtung, in der Teile des Steinbruchgeländes natürlich entwässern oder entwässert werden, kann sich der angegebene Wert für das Einzugsgebiet etwas verringern oder erhöhen.) Der größere Teil des Einzugsgebietes ist offen, mit seinerseits einem großen Anteil des Steinbruchgeländes. Wald steht am Speckrain und in nur schmalem Streifen am Abhang des Steinbruch-Schuttbergs. Das ganze Gebiet gehört zur Gemeinde Obersontheim, zum größeren Teil liegt es in der Teilortsgemarkung von Untersontheim, es ist völlig unbesiedelt.

## Geologie
Die Talmulde des Speckbachs liegt im Kreuzungsbereich zweier tektonischer Linien, der weitreichenden Senkungsstruktur der Neckar-Jagst-Furche, die dort etwa entlang der Talachse von Westen nach Osten zieht, und der Vellberger Störung, die etwa an der Mündung des Birkelbachs in den Nesselbach einsetzt und von dort aus nordwestlich bis etwa zur Mündung des Hirtenbachs läuft, meistens etwas rechts des Muschelkalktals der mittleren Bühler. Die Tiefscholle liegt an der Nordostseite. Im Speckbach-Einzugsgebiet setzt diese Linie jedoch kurz aus, hier gibt es stattdessen eine etwa langrechteckige, west-östliche, von Störungslinien an allen vier Seiten begrenzte kleine Tiefscholle, weshalb die höchste tertiäre Schicht im Einzugsgebiet, eine Insel aus Kieselsandstein (Hassberge-Formation) auf dem Hochplateau des östlichen Speckrains, hier schon in einer Höhe von rund 455 m ü. NHN ansteht, während diese Schicht weiter nordöstlich auf der Hahnenberg-Hochebene erst über 490 m ü. NHN einsetzt. Der Speckrain zwischen dem Speckbachtal diesseits und dem Hambachtal jenseits ist also ein Abschnitt der Neckar-Jagst-Furche mit Reliefumkehr.
Unterhalb des Hochplateaus fällt das Terrain erst über die Unteren Bunten Mergel (Steigerwald-Formation), danach schneller über den Schilfsandstein (Stuttgart-Formation)  bis zum Talgrund ab, auf dem Gipskeuper (Grabfeld-Formation) ansteht, welcher auch den linken Talhang einnimmt, auf dessen halber Höhe die südliche Störungslinie der Neckar-Jagst-Furche zieht. Nur im untersten Talbereich versetzt diese kurz den in der Ablagerungsfolge noch tieferen Lettenkeuper (Erfurt-Formation) im Süden gegen den Gipskeuper.
Der inzwischen fast ganz abgebaute Heerberg hatte früher einen 446 m ü. NHN hohen Gipfel in den mergelreichen Schichten des oberen Gipskeupers und bot lange einen sehr guten Aufschluss des Gipskeupers mit den höheren Mergelschichten, Fasergipsbändern zwischen Mergelschichten, die teils mäanderartig zusammengefältelt waren, und dem Grundgips an der Basis, auf dessen manchmal Erosionspfeifen zeigende Bänke der Abbau ging und geht. In der heute nurmehr langsam ostwärts wandernden Abbaugrube, hinter der mit Bauschutt und ähnlichem Abraum verfüllt wird, steht der Grundgips noch an, doch kaum mehr höhere Schichten des Gipskeupers. Diese fallen erkennbar nach Osten hin zur Vellberger Störung ab.
In den Äckern links am flachen Talhang des Speckbachs werden immer wieder bei der Feldbearbeitung große Brocken von Grundgips herausgepflügt. Der Name Weißenstein, den eines der Gewanne hier trägt, dürfte von diesen auffällig hellen Steinen herrühren.

## Natur und Schutzgebiete
Die untere Talaue ab der kleinen feuchten Klinge vom Speckrain her gehört zum Landschaftsschutzgebiet Bühlertal bei Untersontheim und Ummenhofen.

### LUBW
Amtliche Online-Gewässerkarte mit passendem Ausschnitt und den hier benutzten Layern: Lauf und Einzugsgebiet des Speckbachs

Allgemeiner Einstieg ohne Voreinstellungen und Layer: Daten- und Kartendienst der Landesanstalt für Umwelt Baden-Württemberg (LUBW) (Hinweise)
1. 1 2  Höhe nach dem Höhenlinienbild auf dem Hintergrundlayer Topographische Karte.
2. 1 2 3  Höhe nach schwarzer Beschriftung auf dem Hintergrundlayer Topographische Karte.
3. 1 2 3 4  Länge abgemessen auf dem Hintergrundlayer Topographische Karte.
4. ↑  Einzugsgebiet abgemessen auf dem Hintergrundlayer Topographische Karte.
5. ↑  Seefläche nach dem Layer Stehende Gewässer.
6. ↑  Schutzgebiet nach dem einschlägigen Layer.

### Andere Belege
1. 1 2  Nach Auskunft Ansässiger, ca. 2010
2. 1 2 3  Eigene Beobachtung, ca. 2010
3. ↑  Wolf-Dieter Sick: Geographische Landesaufnahme: Die naturräumlichen Einheiten auf Blatt 162 Rothenburg o. d. Tauber. Bundesanstalt für Landeskunde, Bad Godesberg 1962. → Online-Karte (PDF; 4,7 MB)
4. ↑  Alte Höhe des Heerbergs nach dem Meßtischblatt 6925 Obersontheim von 1936 in der Deutschen Fotothek
5. ↑  Geologie nach der unter Literatur aufgeführten Geologischen Karte. Einen gröberen Überblick verschafft auch: Mapserver des Landesamtes für Geologie, Rohstoffe und Bergbau (LGRB) (Hinweise)
6. ↑  Die Geotopbeschreibung des Gipsbruchs am Heerberg gibt einen veralteten Zustand des Aufschlusses wieder.